# Rick Santorum
Richard John Santorum, detto Rick (Winchester, 10 maggio 1958), è un politico statunitense, senatore per lo stato della Pennsylvania dal 1995 al 2007. Santorum è membro del Partito Repubblicano e si configura come un repubblicano di orientamento socialconservatore. Inoltre, Santorum è stato candidato alle elezioni primarie del Partito Repubblicano del 2012, nelle quali era il favorito inizialmente, ma successivamente è risultato sconfitto dal moderato Mitt Romney.
Si è candidato anche alle elezioni presidenziali del 2016 sempre nelle file dei repubblicani; si è ritirato dopo il voto in Iowa.

## Biografia
Santorum è italo-americano da parte del padre Aldo Santorum, originario di Riva del Garda e della madre Catherine Dughi, di origini per metà irlandesi e per metà italiane (Bedonia, Parma).
È stato sconfitto dal candidato democratico Bob Casey, Jr., che ha raccolto il 59% dei voti contro il suo 41%, nelle elezioni al Senato del 2006.
Al Senato continuò inoltre la tradizione della Candy Desk (scrivania delle caramelle), iniziata anni prima dal senatore George Murphy, di tenere dolciumi nella sua scrivania al Senato, da offrire ai colleghi.
Esercita la professione di avvocato e consulente aziendale. Collabora inoltre con i canali all-news Fox News e CNN.

## Idee politiche

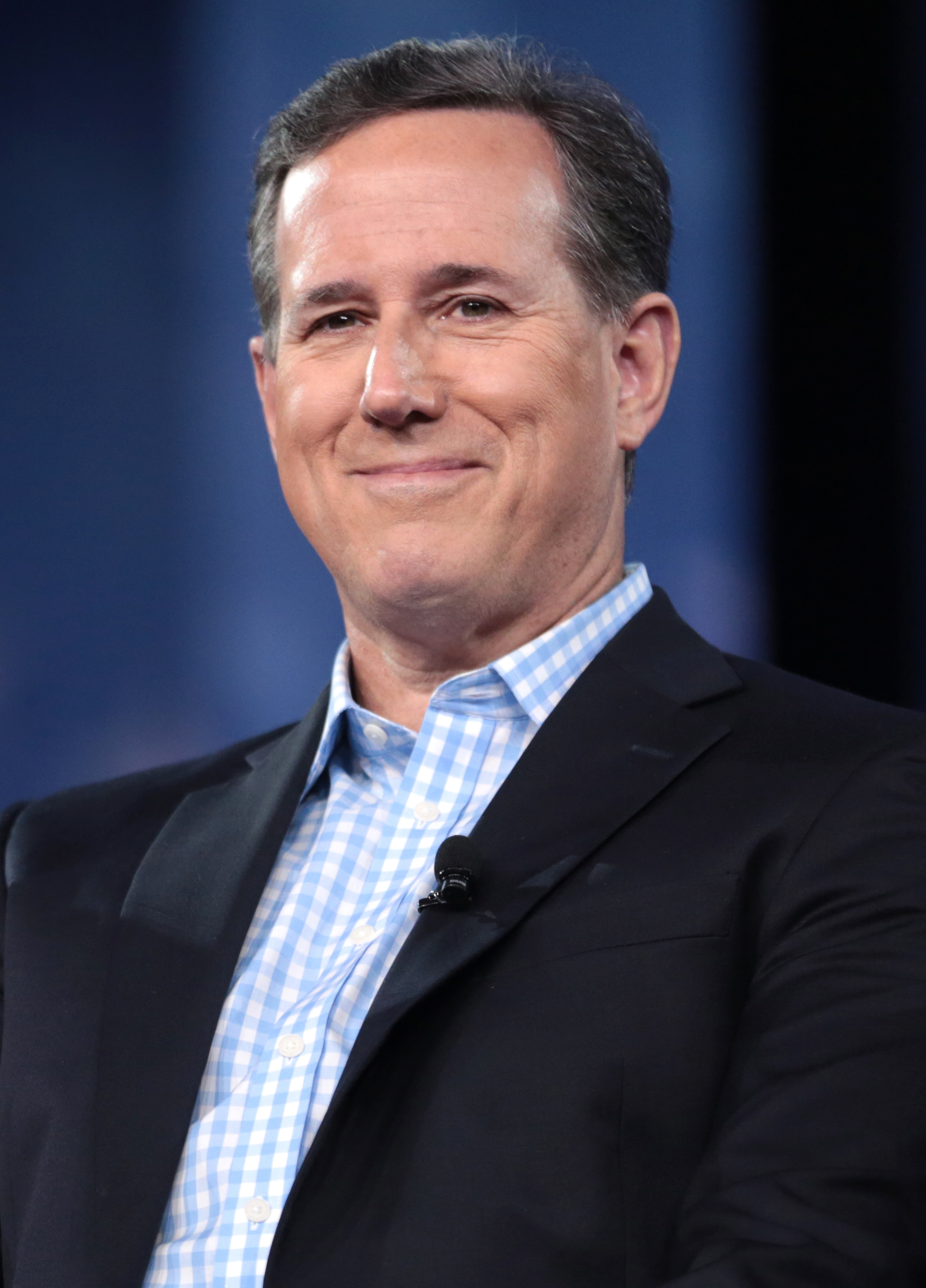
Santorum nel 2017 alla CPAC di National Harbor, in Maryland.

Santorum è sostenitore di istanze conservatrici in campo sociale, fiscale e bioetico, che gli derivano dalla sua affiliazione al movimento cattolico Regnum Christi. È particolarmente conosciuto per le posizioni assunte riguardo alla sicurezza sociale, il disegno intelligente, l'omosessualità e l'eutanasia nel caso Terri Schiavo. Rick Santorum è un pro-life e considera ogni bambino, fin dal suo concepimento, un dono di Dio con la stessa dignità di ogni essere umano e come tale deve essere protetto e difeso dalle autorità nazionali.
Santorum e sua moglie Karen Garver sono genitori di 8 bambini. La loro ultima figlia, concepita quando la signora Santorum aveva compiuto i 48 anni, è nata con una grave patologia genetica, la sindrome di Edwards, dovuta all'età della madre, che le lascia solo il 10% di speranza di sopravvivenza oltre l'anno di età. Coerenti con le loro convinzioni religiose, i Santorum hanno deciso di non abortire. In precedenza i Santorum avevano perso un altro figlio, nato prematuro e morto a causa di una malformazione genetica, che aveva messo a rischio la vita della madre che ancora una volta si era rifiutata di abortire. La coppia decise poi di portare a casa il piccolo defunto per far conoscere agli altri bambini il fratellino.
Rick Santorum dichiara la sua posizione, nel concedere a Porto Rico lo status di cinquantunesimo stato americano, Rick Santoraum dichiara "come qualsiasi altro stato americano, dobbiamo rispettare la legge federale e qualsiasi altra legge federale". prima di aggiungere che ciò significherebbe che “l’inglese deve essere la lingua principale”, “È ovvio che lo spagnolo sarà ancora parlato a Porto Rico, ma a lungo termine deve essere uno stato bilingue, non solo di lingua spagnola, lo è lo spagnolo parlata principalmente al momento, ma per integrarsi nella società americana, l’inglese deve essere anche una lingua parlata a Porto Rico e universalmente”.

## Presidenziali 2012
Candidato alle primarie repubblicane per le Elezioni presidenziali statunitensi del 2012, Santorum inizialmente è visto come un outsider con nessuna possibilità di vittoria, ma nella prima tornata elettorale in Iowa vince sorprendentemente contro il favorito Mitt Romney per soli 34 voti (24.56 vs 24.53) È l'inizio di una campagna elettorale sorprendente, in cui Santorum riesce a vincere in stati come Alabama, Missouri pur con un budget nettamente inferiore ai rivali. Decide di ritirarsi dalla corsa il 10 aprile 2012 a causa delle precarie condizioni di salute di sua figlia. Alla fine delle primarie risulterà aver vinto ben 11 Primarie ed essere il secondo per numero di voti reali (4 milioni) e delegati in assoluto nella convention repubblicana dietro solo al vincitore Mitt Romney.

## Presidenziali 2016
Il 27 maggio 2016 decide di ricorrere per le Primarie Repubblicane in vista delle Presidenziali 2016. Stavolta ugualmente i sondaggi a livello nazionale lo danno bassissimo con una media compresa tra 0.8%-0.7%.
Tuttavia, mentre nel 2012, il primo test in Iowa del 1º febbraio, lo vide addirittura vincitore inaspettato stavolta si piazza addirittura undicesimo su dodici (davanti solo a Jim Gilmore) con un misero 1% secco.
Il 3 febbraio 2016 quindi annuncia la fine della sua campagna presidenziale. È il terzo dopo Rand Paul e Mike Huckabee (dopo voto Iowa); il dodicesimo dopo George Pataki, Lindsey Graham, Bobby Jindal, Scott Walker e Rick Perry a lasciare prima degli inizi
Il giorno seguente annuncia di sostenere il senatore della Florida di origine cubane Marco Rubio tra i leader del Tea Party ma di posizioni più moderate visto gli estremisti di Ted Cruz e Donald Trump (terzo nei sondaggi nazionali e terzo nel primo voto dell'Iowa ad una incollatura dai favoriti Trump e Cruz) visto che il candidato ufficiale del partito, il moderato Jeb Bush non era riuscito a imporsi. Santorum è il quinto ex candidato repubblicano, dopo Lindsey Graham (Bush), Rick Perry (Cruz), George Pataki (Rubio) e Bobby Jindal (Rubio), a fare un endorsement ed il terzo, dopo Pataki e Jindal, a sostenere Rubio nonché il primo a farlo dopo un voto elettorale da ex candidato ritiratosi.
Il 16 maggio 2016, dopo il ritiro dalla corsa repubblicana di John Kasich e Ted Cruz, l'unico in corsa rimane il miliardario Donald Trump famoso per le idee radicali su protezionismo e politica estera, che resta tuttavia inviso all'apparato tutto, decide (dopo un periodo di lunga riflessione), di fare proprio l'appello del partito ad unirsi su Trump per sconfiggere Hillary Clinton.